# Christia parviflora
Christia parviflora là một loài thực vật có hoa trong họ Đậu. Loài này được (Schindl.) Bakh. miêu tả khoa học đầu tiên.